# Maximiliano Lugo
Maximiliano Francisco Lugo (Lanús, Provincia de Buenos Aires, Argentina; 4 de diciembre de 1989) es un futbolista argentino nacionalizado paraguayo. Juega como mediocampista por izquierda y su primer equipo fue Lanús. Actualmente se encuentra sin club.

## Trayectoria
Surgido de las divisiones inferiores de Lanús, debutó en 2009 con la camiseta del equipo Granate y alcanzó a jugar 27 partidos, de los cuales en 21 lo hizo como titular.
A mediados de 2011 fue cedido a préstamo a Atlanta, equipo recientemente ascendido a la Primera B Nacional, en donde tiene la mala fortuna de sufrir la rotura de ligamentos de la rodilla izquierda. Volvió a jugar en las últimas fechas del campeonato, pero no pudo impedir que su equipo descendiera a la Primera B Metropolitana.
A mediados de 2012, Lanús decide cederlo nuevamente, esta vez a Unión de Santa Fe, donde tuvo un paupérrimo desempeño. Luego de su paso por Santa Fe, bajó hasta el Torneo Argentino A y se sumó a Unión de Mar del Plata.
En 2015 tenía todo arreglado para jugar en Talleres de Córdoba, pero el pase se frustró y permaneció en Rubio Ñu de Paraguay.
En julio de 2017 firmó por Temperley de la Primera División.
En el 2018 fichó por Belgrano de Córdoba, con el cual sufrió el descenso a la Primera B Nacional en 2019.

## Estadísticas
| Club                      | Div.                | Temporada           | Liga  | Liga  | Copas nacionales | Copas nacionales | Torneos internacionales | Torneos internacionales | Total | Total |
| Club                      | Div.                | Temporada           | Part. | Goles | Part.            | Goles            | Part.                   | Goles                   | Part. | Goles |
| ------------------------- | ------------------- | ------------------- | ----- | ----- | ---------------- | ---------------- | ----------------------- | ----------------------- | ----- | ----- |
| Lanús Argentina           | 1.ª                 | 2008-09             | 4     | 0     | —                | —                | —                       | —                       | 4     | 0     |
| Lanús Argentina           | 1.ª                 | 2009-10             | 6     | 0     | —                | —                | 1                       | 0                       | 7     | 0     |
| Lanús Argentina           | 1.ª                 | 2010-11             | 17    | 0     | —                | —                | —                       | —                       | 17    | 0     |
| Lanús Argentina           | Total               | Total               | 27    | 0     | 0                | 0                | 1                       | 0                       | 28    | 0     |
| Atlanta Argentina         | 2.ª                 | 2011-12             | 10    | 0     | —                | —                | —                       | —                       | 10    | 0     |
| Atlanta Argentina         | Total               | Total               | 10    | 0     | 0                | 0                | 0                       | 0                       | 10    | 0     |
| Unión Argentina           | 1.ª                 | 2012-13             | 6     | 0     | —                | —                | —                       | —                       | 6     | 0     |
| Unión Argentina           | Total               | Total               | 6     | 0     | 0                | 0                | 0                       | 0                       | 6     | 0     |
| Unión (MdP) Argentina     | 3.ª                 | 2012-13             | 6     | 0     | —                | —                | —                       | —                       | 6     | 0     |
| Unión (MdP) Argentina     | Total               | Total               | 6     | 0     | 0                | 0                | 0                       | 0                       | 6     | 0     |
| Rubio Ñu Paraguay         | 1.ª                 | 2013                | 14    | 3     | —                | —                | —                       | —                       | 14    | 3     |
| Rubio Ñu Paraguay         | 1.ª                 | 2014                | 34    | 4     | —                | —                | —                       | —                       | 34    | 4     |
| Rubio Ñu Paraguay         | 1.ª                 | 2015                | 28    | 7     | —                | —                | —                       | —                       | 28    | 7     |
| Rubio Ñu Paraguay         | Total               | Total               | 76    | 14    | 0                | 0                | 0                       | 0                       | 76    | 14    |
| San Martín (SJ) Argentina | 1.ª                 | 2016                | 10    | 0     | —                | —                | —                       | —                       | 10    | 0     |
| San Martín (SJ) Argentina | 1.ª                 | 2016-17             | 23    | 0     | —                | —                | —                       | —                       | 23    | 0     |
| San Martín (SJ) Argentina | Total               | Total               | 33    | 0     | 0                | 0                | 0                       | 0                       | 33    | 0     |
| Temperley Argentina       | 1.ª                 | 2017-18             | 6     | 0     | —                | —                | —                       | —                       | 6     | 0     |
| Temperley Argentina       | Total               | Total               | 6     | 0     | 0                | 0                | 0                       | 0                       | 6     | 0     |
| Belgrano Argentina        | 1.ª                 | 2017-18             | 9     | 0     | 1                | 0                | —                       | —                       | 10    | 0     |
| Belgrano Argentina        | 1.ª                 | 2018-19             | 17    | 2     | 2                | 0                | —                       | —                       | 19    | 2     |
| Belgrano Argentina        | 2.ª                 | 2019-20             | 8     | 0     | 1                | 0                | —                       | —                       | 9     | 0     |
| Belgrano Argentina        | 2.ª                 | 2021                | 0     | 0     | —                | —                | —                       | —                       | 0     | 0     |
| Belgrano Argentina        | Total               | Total               | 34    | 2     | 4                | 0                | 0                       | 0                       | 38    | 2     |
| Coquimbo Unido · Chile    | 1.ª                 | 2020                | 2     | 0     | —                | —                | 0                       | 0                       | 2     | 0     |
| Coquimbo Unido · Chile    | Total               | Total               | 2     | 0     | 0                | 0                | 0                       | 0                       | 2     | 0     |
| Aurora · Bolivia          | 1.ª                 | 2022                | 18    | 0     | —                | —                | —                       | —                       | 18    | 0     |
| Aurora · Bolivia          | Total               | Total               | 18    | 0     | 0                | 0                | 0                       | 0                       | 18    | 0     |
| Total en su carrera       | Total en su carrera | Total en su carrera | 218   | 16    | 4                | 0                | 1                       | 0                       | 223   | 16    |
| 1.                        |                     |                     |       |       |                  |                  |                         |                         |       |       |